# 큰개구리매
큰개구리매(Western marsh harrier, Eurasian marsh harrier, 학명: Circus aeruginosus)는 온대-아열대 서유라시아 및 인접 아프리카의 대형 맹금류이다.
큰개구리매의 길이는 43~54센티미터, 날개 길이는 115~130센티미터, 몸무게는 수컷 기준 400~650그램, 암컷 기준 500~80그램이다. 매우 넓은 날개가 있으며 강한 성적 이형성을 가진다. 수컷의 깃털은 붉은 갈색을 띈다. 머리와 어깨는 대부분 창백한 회색빛이 도는 노란색이다.
이 종은 유럽, 아프리카 중서부에서 아시아, 중동 북부 지역에 이르기까지 다양한 곳에 서식한다.

## 아종
두 개의 아종으로 분류된다.
- C. a. aeruginosus (Linnaeus, 1758)
- C. a. harterti Zedlitz, 1914